# Фарафонов Мусій Федотович
Мусі́й Федо́тович Фарафо́нов (нар. 5 лютого 1898, Подільська губернія — пом. 22 листопада 1921, містечко Базар, Базарська волость, Овруцький повіт, Волинська губернія) — козак штабної сотні 4-ї Київської дивізії Армії УНР, Герой Другого Зимового походу.

## Життєпис
Народився 5 лютого 1898 року в Подільській губернії в українській селянській родині.
Освіти не мав.
Не входив до жодної партії.
В Армії УНР із 1919 року.
Під час Другого Зимового походу — козак штабної сотні 4-ї Київської дивізії.
Потрапив у полон 17 листопада 1921 року під селом Звіздаль.
Розстріляний більшовиками 22 листопада 1921 року у місті Базар.
Реабілітований 27 квітня 1998 року.

## Вшанування пам'яті
- Його ім'я вибите серед інших на Меморіалі Героїв Базару.